# Landtagswahlkreis Lauenburg-Nord
Der Landtagswahlkreis Lauenburg-Nord (Wahlkreis 34) ist ein Landtagswahlkreis in Schleswig-Holstein. Er umfasst vom Kreis Herzogtum Lauenburg die Städte Mölln und Ratzeburg, die Ämter Berkenthin und Sandesneben-Nusse sowie vom Amt Lauenburgische Seen die Gemeinden Albsfelde, Bäk, Buchholz, Einhaus, Fredeburg, Giesensdorf, Groß Disnack, Groß Grönau, Groß Sarau, Harmsdorf, Kittlitz, Kulpin, Mechow, Mustin, Pogeez, Römnitz, Schmilau und Ziethen. Zur Landtagswahl 2012 erhält er als Wahlkreis 34 noch die übrigen Gemeinden des Amtes Lauenburgische Seen sowie die Ämter Breitenfelde und Büchen. Bei früheren Wahlen hieß der Wahlkreis in ähnlicher Abgrenzung noch Lauenburg-Ost.

## Landtagswahl 2022
| Gegenstand der Nachweisung | Gegenstand der Nachweisung | Erst- stimmen | Erst- stimmen | Zweit- stimmen | Zweit- stimmen |
| Bewerber                   | Partei                     | Anzahl        | %             | Anzahl         | %              |
| -------------------------- | -------------------------- | ------------- | ------------- | -------------- | -------------- |
| Wahlberechtigte            | Wahlberechtigte            | 75.370        | 75.370        | 75.370         | 75.370         |
| Wähler                     | Wähler                     | 44.473        | 44.473        | 44.473         | 44.473         |
| Ungültige Stimmen          | Ungültige Stimmen          | 669           | 1,5           | 269            | 0,6            |
| Gültige Stimmen            | Gültige Stimmen            | 43.804        | 98,5          | 44.204         | 99,4           |
| davon                      |                            |               |               |                |                |
| Rasmus Vöge                | CDU                        | 17.719        | 40,5          | 20.159         | 45,6           |
| Dorothea Siemers           | SPD                        | 9.433         | 21,5          | 7.290          | 16,5           |
| Susanne Baumann            | GRÜNE                      | 8.358         | 19,1          | 7.497          | 17,0           |
| Christopher Vogt           | FDP                        | 3.778         | 8,6           | 3.051          | 6,9            |
| Stephan Lorenzen           | AfD                        | 2.470         | 5,6           | 2.241          | 5,1            |
| Frank Klapschus            | DIE LINKE                  | 819           | 1,9           | 610            | 1,4            |
| –                          | SSW                        | –             | –             | 1.261          | 2,9            |
| –                          | PIRATEN                    | –             | –             | 103            | 0,2            |
| Torsten Egge               | FREIE WÄHLER               | 1.227         | 2,8           | 450            | 1,0            |
| –                          | Die PARTEI                 | –             | –             | 245            | 0,6            |
| –                          | Z.                         | –             | –             | 65             | 0,1            |
| –                          | dieBasis                   | –             | –             | 663            | 1,5            |
| –                          | Die Humanisten             | –             | –             | 48             | 0,1            |
| –                          | Gesundheitsforschung       | –             | –             | 49             | 0,1            |
| –                          | Tierschutzpartei           | –             | –             | 375            | 0,8            |
| –                          | Volt                       | –             | –             | 97             | 0,2            |

Neben dem erstmals direkt gewählten Wahlkreisabgeordneten Rasmus Vöge (CDU), der dem langjährigen Landtagspräsidenten Klaus Schlie nachfolgte, wurde der FDP-Fraktionsvorsitzende Christopher Vogt über die Landesliste seiner Partei in den Landtag gewählt.

## Landtagswahl 2017
| Direktkandidat           | Partei   | Erststimmen in % | Zweitstimmen in % |
| ------------------------ | -------- | ---------------- | ----------------- |
| Klaus Schlie             | CDU      | 39,5             | 34,3              |
| Manfred Börner           | SPD      | 31,3             | 26,9              |
| Burckhard Peters         | GRÜNE    | 8,4              | 11,8              |
| Christopher Vogt         | FDP      | 7,7              | 11,2              |
| Carola Christin Hönemann | PIRATEN  | 1,2              | 1,0               |
| –                        | SSW      | –                | 1,2               |
| Michael Schröder         | LINKE    | 3,0              | 3,4               |
| Kirsten Bollongino       | FAMILIE  | 1,3              | 1,0               |
| Gregor Voht              | FW-SH    | 1,1              | 0,9               |
| Dorothee Vöpel           | AfD      | 6,5              | 7,4               |
| –                        | Sonstige | –                | 0,9               |

Neben dem Wahlkreisabgeordneten und Landtagspräsidenten Klaus Schlie (CDU), der dem Landtag mit einer Unterbrechung seit 1996 angehört und seit 2012 diesen Wahlkreis vertritt, wurde der FDP-Kandidat Christopher Vogt, der seit Dezember 2017 FDP-Fraktionsvorsitzender ist, über die Landesliste seiner Partei in das Landesparlament gewählt.

## Landtagswahl 2012
| Direktkandidat   | Partei  | Erststimmen in % | Zweitstimmen in % |
| ---------------- | ------- | ---------------- | ----------------- |
| Klaus Schlie     | CDU     | 39,9             | 33,4              |
| Peter Eichstädt  | SPD     | 34,4             | 28,9              |
| Christopher Vogt | FDP     | 4,3              | 8,4               |
| Burckhard Peters | GRÜNE   | 10,4             | 13,7              |
| Volker Hutfils   | LINKE   | 2,3              | 2,3               |
| –                | SSW     | –                | 1,9               |
| Torsten Krahn    | PIRATEN | 7,7              | 8,4               |
|                  | Übrige  | 1,0              | 3,0               |

Neben dem neu gewählten Wahlkreisabgeordneten Klaus Schlie (CDU), der zuvor den nun aufgelösten Wahlkreis Lauenburg-Mitte vertrat, wurden der frühere Wahlkreisabgeordnete Peter Eichstädt (SPD) und der FDP-Kandidat Christopher Vogt erneut über die Landeslisten ihrer Parteien in das Landesparlament gewählt.

## Landtagswahl 2009
| Direktkandidat       | Partei  | Erststimmen in % | Zweitstimmen in % |
| -------------------- | ------- | ---------------- | ----------------- |
| Niclas Herbst        | CDU     | 37,7             | 32,5              |
| Peter Eichstädt      | SPD     | 29,4             | 25,2              |
| Christopher Vogt     | FDP     | 11,2             | 15,5              |
| Christine Prüfer     | GRÜNE   | 10,9             | 12,5              |
| –                    | SSW     | –                | 1,6               |
| Manfried Liedtke     | LINKE   | 5,7              | 6,1               |
| –                    | PIRATEN | –                | 1,5               |
| Karsten Frank Bäselt | NPD     | 1,4              | 1,3               |
| Andreas Hagenkötter  | FW-SH   | 3,6              | 2,3               |
| –                    | RENTNER | –                | 0,4               |
| –                    | FAMILIE | –                | 0,9               |
| –                    | RRP     | –                | 0,1               |
| –                    | IPD     | –                | 0,0               |

Neben dem wiedergewählten Wahlkreisabgeordneten Niclas Herbst (CDU), der den Wahlkreis zum zweiten Mal gewinnen konnte vertrat, wurden der frühere Wahlkreisabgeordnete Peter Eichstädt (SPD) erneut und der FDP-Kandidat Christopher Vogt erstmals über die Landeslisten ihrer Parteien in das Landesparlament gewählt.

## Landtagswahl 2005
Die Landtagswahl 2005 ergab folgendes Ergebnisse:
| Gegenstand der Nachweisung | Gegenstand der Nachweisung | Erst- stimmen | Erst- stimmen | Zweit- stimmen | Zweit- stimmen |
| Bewerber                   | Partei                     | Anzahl        | %             | Anzahl         | %              |
| -------------------------- | -------------------------- | ------------- | ------------- | -------------- | -------------- |
| Wahlberechtigte            | Wahlberechtigte            | 50.898        | 50.898        | 50.898         | 50.898         |
| Wähler                     | Wähler                     | 34.126        | 34.126        | 34.126         | 34.126         |
| Ungültige Stimmen          | Ungültige Stimmen          | 858           | 2,5           | 479            | 1,4            |
| Gültige Stimmen            | Gültige Stimmen            | 33.268        | 97,5          | 33.647         | 98,6           |
| davon                      |                            |               |               |                |                |
| Peter Eichstädt            | SPD                        | 13.444        | 40,4          | 12.706         | 37,8           |
| Niclas Herbst              | CDU                        | 15.077        | 45,3          | 14.335         | 42,6           |
| ?                          | FDP                        | 2.123         | 6,4           | 2.221          | 6,6            |
| ?                          | GRÜNE                      | 1.772         | 5,3           | 2.104          | 6,3            |
| –                          | SSW                        | –             | –             | 554            | 1,6            |
| ?                          | NPD                        | 852           | 2,6           | 818            | 2,4            |
| –                          | FAMILIE                    | –             | –             | 325            | 1,0            |
| –                          | Übrige                     | –             | –             | 581            | 1,7            |

Der Wahlkreis wurde im Landtag durch den erstmals direkt gewählten Wahlkreisabgeordneten Niclas Herbst (CDU) vertreten. Der bisherige Wahlkreisabgeordnete Peter Eichstädt (SPD) zog über die Landesliste seiner Partei wieder in das Parlament ein.

## Bisherige Abgeordnete
Direkt gewählte Abgeordnete des Wahlkreises Lauenburg-Nord (1954 bis 1967 und ab 1992) bzw. des Wahlkreises Lauenburg-Ost (1950 und 1971 bis 1988) waren:
| Jahr | Direktkandidat    | Partei | Erststimmen in % |
| ---- | ----------------- | ------ | ---------------- |
| 2022 | Rasmus Vöge       | CDU    | 40,5             |
| 2017 | Klaus Schlie      | CDU    | 39,5             |
| 2012 | Klaus Schlie      | CDU    | 40,0             |
| 2009 | Niclas Herbst     | CDU    | 37,7             |
| 2005 | Niclas Herbst     | CDU    | 45,3             |
| 2000 | Peter Eichstädt   | SPD    | 45,7             |
| 1996 | Meinhard Füllner  | CDU    | 40,7             |
| 1992 | Jürgen Hinz       | SPD    | 39,9             |
| 1988 | Jürgen Hinz       | SPD    | 50,4             |
| 1987 | Meinhard Füllner  | CDU    | 49,2             |
| 1983 | Heinrich Hagemann | CDU    |                  |
| 1979 | Heinrich Hagemann | CDU    | 53,1             |
| 1975 | Heinrich Hagemann | CDU    | 55,6             |
| 1971 | Gustav Drevs      | CDU    | 57,6             |
| 1967 | Gustav Drevs      | CDU    | 47,3             |
| 1962 | Gustav Drevs      | CDU    | 49,9             |
| 1958 | Gustav Drevs      | CDU    | 51,0             |
| 1954 | Gustav Drevs      | CDU    | 38,0             |
| 1950 | Paul Preuss       | SPD    | 34,8             |